# Nina (AV女優)
Nina（にーな、1991年1月15日 - ）は、日本の元AV女優、グラビアアイドル。バンビプロモーション所属。

## 人物
大阪府出身。堀江貴文（ホリエモン）が全面プロデュースし、2010年SODクリエイト（SODster）の作品でAVデビューした。また、歌手としても活動するなど幅広く活動しているマルチタレントの1人である。芸名は堀江好みのドイツ風の名前「ニーナ」。それを英字「Nina」とした。今までにない「陵辱」をイメージと語る。

## 略歴
2010年
- AVプロデュースプロジェクトが始動（4月30日動画公開）。
- 7月5日 『週刊プレイボーイ』（集英社）にて、インタビュー・グラビア記事が掲載。
- 7月31日 『ランク王国』（TBS）にて地上波テレビ初出演。
- 8月26日 彩文館より1st写真集『Nina 初ヌード写真集』発売。
- 9月9日 AV作品発売。AV女優としてデビュー。

2011年
- 12月、プレミアム専属になる。

2012年
- 9月、ブログにて引退を発表。

## 作品

### アダルトビデオ
2010年
- Nina AVDebut（2010年09月09日、SODクリエイト、監督:［Jo］Style）
- 恥ずかしい体位 もっと感じるSEX Nina（2010年10月07日、SODクリエイト、監督:南★波王）
- 放課後にHしよっ Nina（2010年11月7日、SODクリエイト、監督:［Jo］Style）
- 陵辱病棟 白衣の性奴隷（2010年12月7日、SODクリエイト、監督:石川欣）…共演:原紗央莉、羽田あい、乃亜、早乙女ルイ、堀口奈津美、橘ひなた、海老原ひとみ
- 19歳、性欲、覚醒 Nina（2010年12月7日、SODクリエイト、監督:南★波王）

2011年
- 中出し性感エステ×フルコース Nina（2011年1月8日、SODクリエイト、監督:椿一刀）
- 濡れてはいけない！？ SOFT ON DEMAND的人生は波乱万丈だ！ゲーム in SOD本社ビル（2011年1月8日、SODクリエイト、監督:本田教仁）…共演:原紗央莉、羽田あい、栗林里莉、澄川ロア、水城奈緒
- Nina ザーメン浴びる。（2011年4月7日、SODクリエイト、監督:［Jo］Style）
- Nina 僕だけの超高級ソープ嬢（2011年7月7日、SODクリエイト、監督:本田教仁）
- 誘惑美女の男狩り（2011年8月6日、SODクリエイト、監督:二村ヒトシ）
- 監禁飼育された女子校生ペット（2011年9月8日、監督:本田教仁）
- ノ・ゾ・キ・穴 挑発する隣の部屋の変態美女（2011年10月6日、監督:本田教仁）
- 超淫らな絶品BODY 180分スペシャル（12月7日、プレミアム）

2012年
- ノーパン女教師（1月7日、プレミアム）
- Ninaの手コキ・淫語・誘惑痴女（2月7日、プレミアム）
- 小悪魔Ninaのその場でセックス（3月7日、プレミアム）
- 3Dオナニーサポート（4月7日、プレミアム）
- 輪姦凌辱 〜侵入者に犯された若妻〜（5月7日、プレミアム）
- 絶対的美少女、お貸しします。 ACT.19（6月1日、プレステージ）

### オリジナルビデオ
- 脱衣麻雀バトルロワイアル（2011年10月2日、（アルバトロス）主演、共演:佐々木杏、宇佐野瞳、東尾真子、霜月るな

### 写真集
- Nina 1st.PHOTOBOOK（2010年8月26日、彩文館出版、撮影：斉木弘吉）ISBN 978-4775604915

## 出演

### テレビ
- ランク王国 （2010年7月31日、TBS） － ボディソープランキングに登場。
- 夜のお楽しみ♥ （2010年8月10日 - 9月7日（火）27:00 - 27:05、テレビ北海道）
- ビ〜チ9 （2010年8月6日、テレビ埼玉）
- Jのぷるるん伝説 （2010年8月、つくばTV）
- くだまき八兵衛 （2010年10月7日、テレビ東京）（*堀江貴文と共にゲスト）
- 闇金ウシジマくん（2010年11月16日・12月7日、毎日放送）
- ビートたけしのもう1回だけヤラせてTV（2010年12月28日、TBS）
- おとなのびっくりは～いすくーる（2011年1月、日本海テレビ）（*1月マンスリーゲスト）

### 雑誌媒体
グラビア・インタビュー記事など
- 週刊プレイボーイ （2010年7月5日、集英社）
- 新潮 （2010年7月14日、新潮社）
- 週刊実話 （2010年8月4日、双葉社）
- 週刊プレイボーイ （2010年8月9日、集英社）
- エキサイター （2010年8月15日、インフォレスト）
- FLASH （2010年8月17日、光文社）
- 月間SOD （2010年8月18日、SOD）
- FRIDAY （2010年8月20日、講談社）
- AV FREAK （2010年8月27日、ジェイ・ディー・メデューサ）
- 週刊アサヒ芸能 （2010年8月31日、徳間書店）

### WEB
- 【Nina×ホリエモン○○】 - （※「○○」の部分にカウントナンバーが入る）デビューまでの軌跡動画。

1. 命名秘話動画 （2010年4月30日）
2. 「Nina」はじめての面接 （2010年5月8日）
3. 「Nina」への重大発表 （2010年5月14日）
4. 堀江プロデューサー始動 －堀江について語る－ （2010年5月21日）
5. 堀江プロデューサー始動 －パッケージ打ち合わせ－ （2010年5月28日）
6. 堀江プロデューサー始動 －パッケージ打ち合わせ2－ （2010年6月4日）
7. Nina改造計画 －私服 Shopping in 原宿－ （2010年6月11日）
8. Nina写真撮影 －Nina課題ダイエット－ （2010年6月18日）
9. Ninaダイエット －写真撮影までの軌跡－ （2010年6月25日）
10. Ninaダイエット －ダンスレッスン－ （2010年7月2日）
11. 堀江貴文×Nina －AV鑑賞－ （2010年7月9日）
12. Ninaデビュー作 －撮影現場風景－ （2010年7月16日）
13. Ninaデビュー作 －撮影を振り返って－ （2010年7月23日）
14. はじめてのYOGA （2010年7月30日）
15. LIVEへの試練 （2010年8月6日）
16. Nina初めてのステージ （2010年8月13日）
17. 撮影現場に堀江氏現る （2010年8月20日）
18. Nina書きます! 緊急企画の告知もあるよ! （2010年8月27日）
19. デビューまでの軌跡を振り返る （2010年8月27日）

- SODライブチャット （2010年7月16日、ライブチャット）
- ホリエモンの満漢全席 （2010年7月25日、ニコニコ生放送（ニコニコ動画））

### イベント
- 「Ninaライブ1」- デビュー記念イベント（歌・握手会）
  - （2010年8月7日：吉祥寺、21日：渋谷、22日：吉祥寺）
- 「彩文館 写真集イベント」 （2010年8月29日） - 写真集発売記念イベント